# Bath (Maine)
Pour les articles homonymes, voir Bath (homonymie).

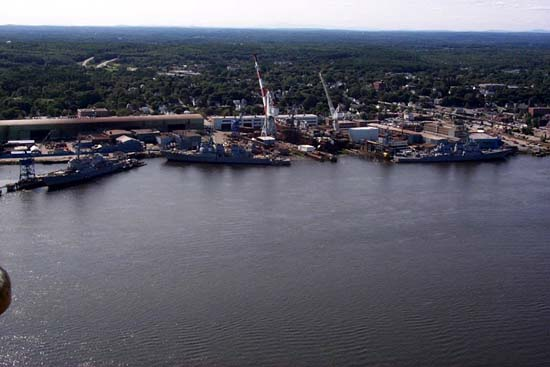
Les chantiers navals de Bath

La ville de Bath est le siège du comté de Sagadahoc, situé dans le Maine, aux États-Unis.

## Histoire
Samuel de Champlain explora en 1605 la baie de la Kennebec, que les indiens Abénaquis appelaient Sagadahoc, c’est-à-dire « embouchure du grand fleuve ». En 1607, une filiale de la Virginia Company (Plymouth Company) établit l’éphémère Colonie de Popham, défendue par le Fort Saint-George. Si les conditions météorologiques et la mauvaise gestion gâtèrent l'entreprise, du moins les colons anglais furent-ils assez habiles pour fabriquer de leurs mains le premier vaisseau proprement « américain » (construit entièrement au Nouveau Monde) capable de traverser l'Atlantique : le Virginia of Sagadahoc, avec lequel ils parvinrent à regagner l'Angleterre.
La reconstitution du comptoir de Sagadahoc ne devait reprendre qu'en 1660, après rachat des terres à un sachem indien surnommé Robinhood.
D'abord tournée vers la pêche, la colonie développa au fil des décennies plusieurs ateliers pour travailler le bois de charpente, le fer et le cuivre. C'est ainsi qu'en 1743, un charpentier du nom de Jonathan Philbrook et ses deux fils construisirent deux vaisseaux. Rattachée d'abord au comptoir de Georgetown en 1753, la colonie de la Kennebec grossit jusqu'à devenir un bourg indépendant qui le 17 février 1781 prit le nom de Bath : un postier anglais, Dummer Sewell, lui trouva ce nom qui évoque la ville anglaise de Bath dans le Somerset.
En 1814, un négociant de Bath du nom de Frederic Tudor imagina de ravitailler les Antilles et la Louisiane en glace. En 1826, Rufus Page construisait la première glacière à Gardiner pour approvisionner les navires de Tudor. La glace était collectée par les fermiers de la région en hiver : découpée à la scie, elle était amenée par flottage jusqu'à un entrepôt à quai, et conservée jusqu'au printemps suivant. Elle était alors conditionnée dans de la sciure de bois avant d'être embarquée sur les navires.
Le port de Bath se fit rapidement une réputation par ses ateliers de construction navale : on y dénombra jusqu'à 200 entreprises, plus de 5 000 navires y ont été construits à ce jour. La croissance de la ville était rapide : dès 1844, les quartiers ouest formaient à leur tour une commune séparée (West Bath), tandis que la ville prenait le 14 juin 1847 le statut de cité de l'État du Maine, et en 1854 devenait siège de comté. À cette date, c'était le 5e plus grand port des États-Unis ; les clippers sortis de ses arsenaux étaient réputés dans le monde entier. La dernière entreprise commerciale active dans la construction de trois-mâts fut Percy & Small Shipyard, dont les ateliers ont été rachetés en 1971 par le Maine Maritime Museum.

## Géographie
Bath est située sur la rive droite de l'estuaire de la Kennebec, donnant vers l'amont sur la baie de Merrymeeting. Elle est communément appelée « La ville des navires » en raison de tous les voiliers qui ont été construits dans ses chantiers navals. La ville abrite le Musée maritime du Maine.
Elle fait partie de l'aire métropolitaine du Grand Portland.

## Personnalités
Naissances à Bath
- Henry Gannett
- Edward Page Mitchell
- Arthur Sewall
- Silas Soule